# マルグレ＝ヌー
マルグレ＝ヌー （フランス語:Malgré-nous）は、第二次世界大戦中にナチス・ドイツによって徴兵されたアルザス人、モーゼル人の男性を指す名称。ドイツの正規軍であるドイツ国防軍（陸軍、海軍）、空軍、および親衛隊(SS)の軍事部門である武装親衛隊（武装SS）に配属されていた者を指す。マルグレ＝ヌーとは『自らの意志に反して』を意味する。
ベルギー東部のカントンやアルロン地方、ルクセンブルク、アルザス＝ロレーヌといった1940年以降ナチス・ドイツに占領された地域で同様の問題となっている。
第二次世界大戦中に補助兵役（Kriegshilfsdienst）として国家労働奉仕団やドイツ国防軍に徴集されたアルザスとモーゼル出身の女性は、『マルグレ＝エル』（Malgré-elles）という。

## 発祥
マルグレ＝ヌーの名称が現れたのは第一次世界大戦後である。第一次世界大戦のアルザス＝ロレーヌの退役兵団体は自らの苦労したという事実を強調するため、フランスに対するドイツ軍のマルグレ＝ウー（malgré eux、1871年以降のアルザス＝ロレーヌはドイツ領であった）という名称を用いた 。1914年8月、アルザスとモーゼルの18000人がフランス軍従軍を志願し、38万人はドイツ帝国とドイツ皇帝ヴィルヘルム2世に仕えなければならなかった。問題は1940年の時と根本的に異なる。ナチス・ドイツによるフランス3県の事実上の併合は、国際法上で批准されたものでなかったからである。

## 歴史
1940年6月22日に独仏休戦協定が結ばれた際にはアルザス＝ロレーヌについて言及されていなかった。この地域は法律的にも軍事的にも、ドイツに占領されたフランスの一部であった。ナチス政権によるドイツへの事実上併合は、ヒトラーの命令で1940年10月に出版物の発行禁止が出されたことに始まる。法律違反だとしてもヴィシー政府は、ヴィースバーデン休戦委員会（fr）に抗議メモを述べることしかできなかった。抗議は公にされず一般的には不明瞭なままであった。再びアルザス＝ロレーヌはドイツに併合されたと、秘密裏に噂が広まった。かつての併合時と違い、3つのかつてのフランスの県が1つの県を構成しなかった。1940年11月30日、バ＝ラン県とオー＝ラン県はバーデンの上ライン大管区（fr）に併合され、モゼル県はザールラントのヴェストマルク大管区（fr）に併合された。
上ラインの大管区指導者でアルザスを担当するローベルト・ハインリヒ・ヴァーグナーは、同じゲルマン人でドイツ人とは近親とみなされるアルザス人が、己の血統の声を聞いて新たに覚醒し、ドイツにすぐ共感するようになるだろうと考えていた。彼は志願兵の数が少ないと指摘した。皮肉にも、若い男性は『家族が恐怖を感じる』ためドイツ軍入隊に消極的であると彼は結論付けた。
1942年8月25日、アルザス＝ロレーヌでの兵役導入が正式に表明された。1942年8月、ヴァーグナーの要請により、10万人のアルザス人が徴兵された。同じくヴェストマルク大管区指導者ヨーゼフ・ビュルケルが兵役義務条例を公布し、3万人のモーゼル人がドイツ軍に徴兵された。強制徴用に応じたロレーヌ出身者にはドイツ国籍が付与されることとなった。陸軍の要請によって彼らのほとんどが、スターリンの軍と戦う東部前線に送られた。彼らの多くはノルマンディーの戦いを経験することにもなった。徴兵された彼らは多くが18歳か17歳、またはその年齢に満たなかった。
一部が武装親衛隊に直属となった。すぐに徴兵に応じなかった男性の多くは、親衛隊との任務に志願兵としてあたるよう圧力が掛けられ、しばしば家族に直接の脅しが及んだ。
マルグレ＝ヌーの多くはフランスのレジスタンス活動に参加するため国防軍から逃亡したり、スイスへ逃げ込んだり、西側の連合国側に加わった。彼らはフランス国内軍（fr）や自由フランス軍の下士官となった。それによって脱走兵の家族たちはかなりの確率で労働に出されたり、ドイツ当局によって強制収容所へ送られた。この恐怖はドイツ軍にとどまるようにマルグレ＝ヌーの大多数に植えつけられていた。またナチス・ドイツは、ルクセンブルク、アルザス＝ロレーヌから徴集された者たちだけで一隊を編成させないように注意を払っていた。反乱が起きるリスクが高かったからである。マルグレ＝ヌーたちは主としてドイツ人で構成される部隊に分けて配属された。
1944年7月、ソビエト軍からマルグレ＝ヌー1500人が解放され、彼らはフランス領アルジェリアへ送られ、自由フランス軍に加わった。西部前線では、一部のマルグレ＝ヌーが脱走した後にアメリカ軍に加わってフランス解放を行うことを考えた。彼らは状況をすぐに理解して幻滅を味わった。彼らはドイツの脱走兵ではないが反逆者であるとみなされた。彼らはフランス西部のキャンプへ送られた。そこで彼らは、マルグレ＝ヌーたちを裏切り者であると軽蔑を隠さない、ドイツ人捕虜たちと一緒にされた。1940年にフランスが敗北、そして1944年にナチス・ドイツが敗れるという二重の屈辱で、彼らには二重の裏切り者であるという屈辱が追加された。
東部前線のマルグレ＝ヌーたちは、ドイツ軍崩壊の後にソビエト軍の戦争捕虜となった。彼らは枢軸国側の兵士として収容所に送られた。タンボフの収容所にはアルザス、モーゼル出身者が大勢集められていたことが知られている。
一部の者たちは、ドイツ軍から脱走してソビエト軍に加わろうとした。ソビエト軍は、アルザス＝ロレーヌ出身者の背景を知らなかった。そのために彼らの多くが脱走兵やスパイとみなされ銃殺され、二重のミスの犠牲者となった。また、別の者たちはカラガンダの炭鉱で強制労働に従事した後にタンボフに送還されてきた。

## 戦後

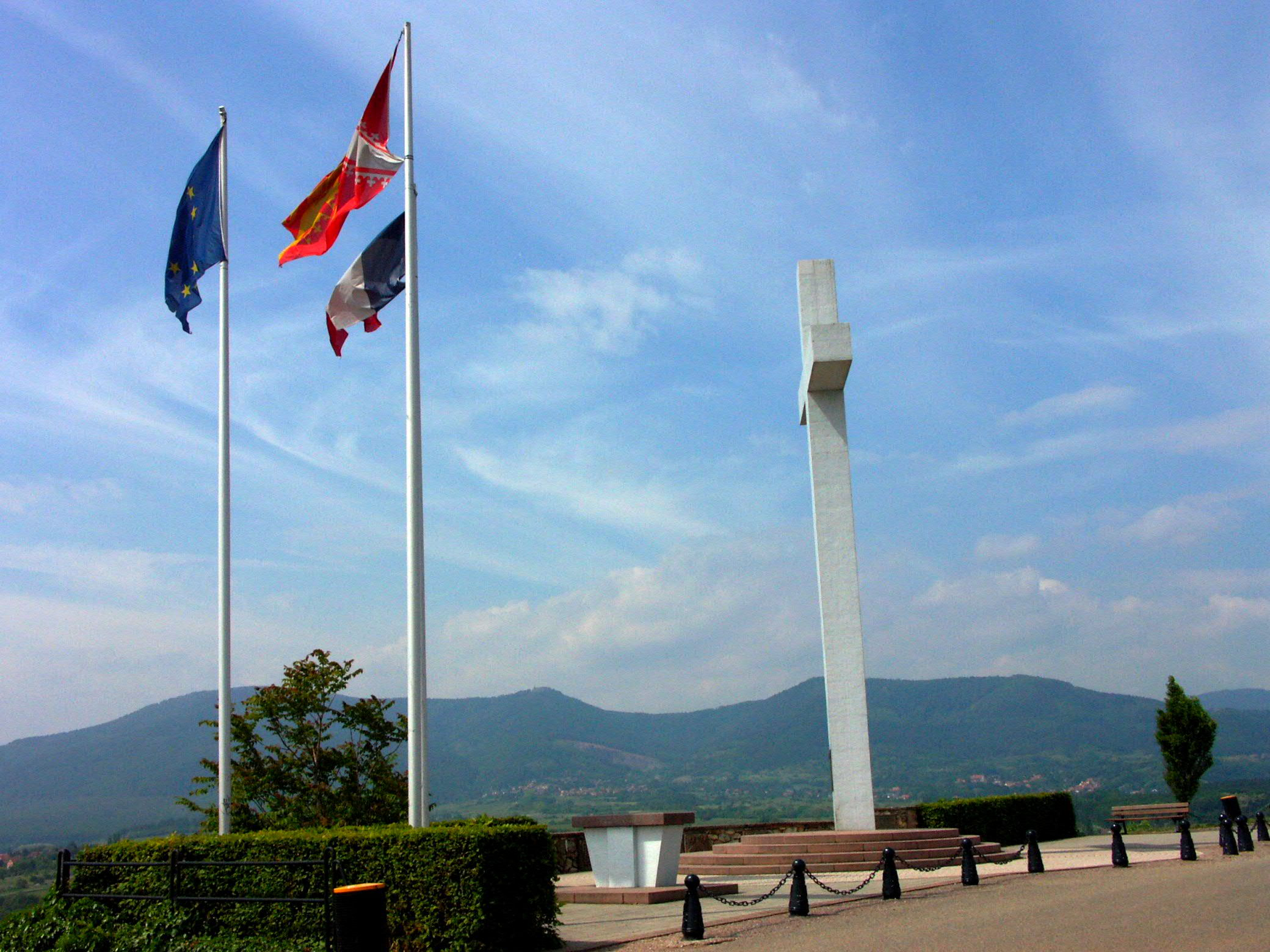
マルグレ＝ヌーの記念碑（オベルネー）

大戦後、マルグレ＝ヌーたちは裏切り者、ナチス共感者、コラボラトゥールであるとして告発された。ドイツ占領下でドイツと協力関係のあった女性たちも、コラボラション・フェミニーヌ（fr）であるとみなされた。彼らの多くは裁判の場に引き出され、フランス解放後の浄化（fr）の対象となった。
マルグレ＝ヌーたちは頻繁にフランス共産党の活動家に襲撃された。東部の戦争やソビエトの強制収容所でのひどい待遇と生活状況を証言してソビエトを非難したためだった。
13人のマルグレ＝ヌーたちと、アルザス出身の志願兵1人がオラドゥール＝シュル＝グラヌでの虐殺に関与した。1953年にボルドーで虐殺事件の裁判が開かれた。被告たちは起訴事実を認め、低姿勢をとった。裁判では、一方は強制的な徴兵の犠牲者、一方はナチス・ドイツの蛮行の犠牲者として、皆が団結を感じた。裁判は、リムーザンとアルザス世論の間の非常に緊迫した雰囲気の中で進められた。それはアルザス住民の不安を引き起こした。事件に関与したマルグレ＝ヌーたちが武装親衛隊に強制的に配属されていたからである。5年から11年の懲役刑がマルグレ＝ヌーたちに宣告され、一方で志願兵は死刑を宣告された。1953年2月、フランス国会は重労働を宣告された13名に対して恩赦を与えた。
アルザス＝ロレーヌからはドイツ軍全体の約1％の兵力が供給された。13万人のマルグレ＝ヌーのうち、32,000人は戦死し、10,500人は戦闘中に行方不明となった。また5000人から1万人までが戦争捕虜となって、拘留中に死亡した。彼らの多くはソビエトのタンボフ収容所で命を落とした。最後のマルグレ＝ヌーの戦争捕虜が解放されたのは1955年である。40000人が傷病兵となった。前線で多くの者が死亡したにもかかわらず、死亡までの経緯や、ソビエトの強制収容所でどのように死んだのか、明らかになっていない。